# Tombaugh (région)
Pour les articles homonymes, voir Tombaugh.
La région Tombaugh (Tombaugh Regio), surnommée « Le Cœur » d'après sa forme, est une région de grand albédo (qui apparaît donc claire) située à la surface de Pluton. La région porte le nom de Clyde William Tombaugh, le découvreur de Pluton.
Le nom de région Tombaugh, proposé par l'équipe de New Horizons en juillet 2015, est officiellement approuvé par l'Union astronomique internationale le 7 septembre 2017.

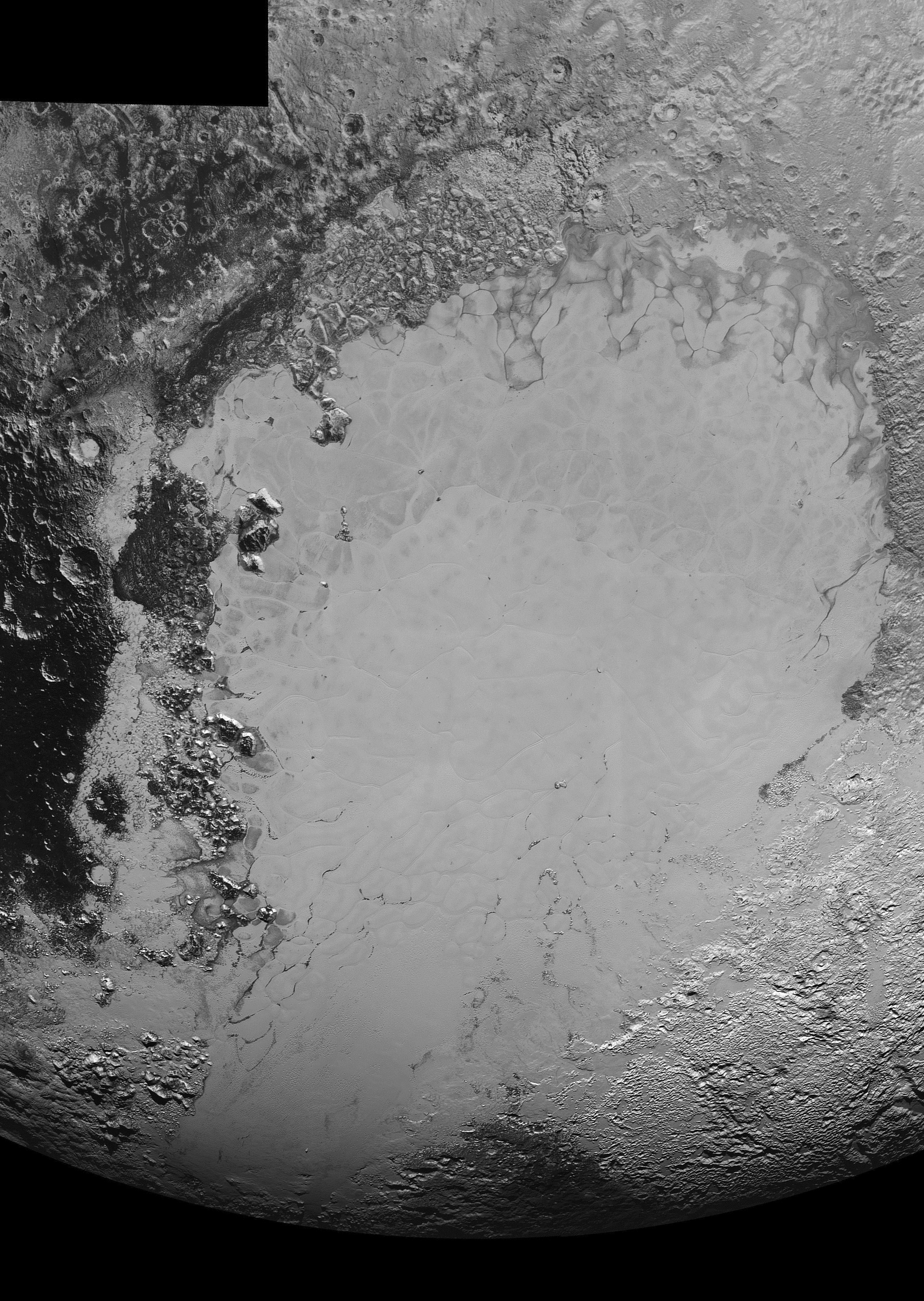
Image mosaïque de la plaine Sputnik Planum, vaste étendue de glace située dans la région Tombaugh.

Carte reconstituée de Pluton en vraies couleurs générée par ordinateur à partir d'images de Hubble et parmi les plus hautes résolutions possibles avec la technologie de 2010. Ce qui fut plus tard nommé la région Tombaugh (le « cœur de Pluton ») était déjà visible (tache brillante autour de 180°).